# Marquard Wocher

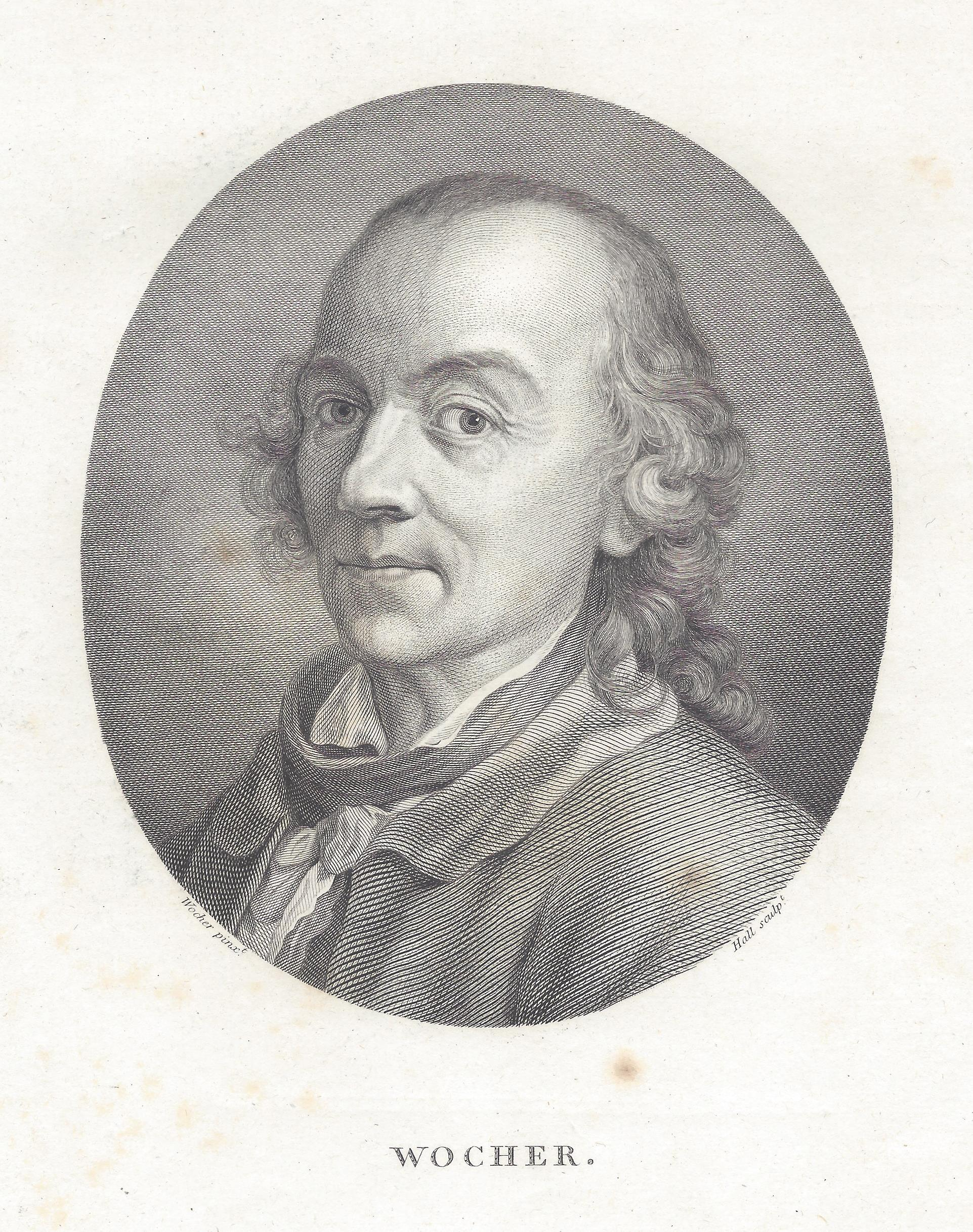
Marquard Wocher, Kupferstich von John Hall 1789 nach Tiberius Wocher

Marquard Wocher (* 7. September 1760 (Taufdatum) in Mimmenhausen; † 20. Mai 1830 in Basel) war ein deutsch-schweizerischer Maler, Radierer, Aquatinta-Stecher und Schöpfer des Thun-Panoramas.

## Herkunft und Ausbildung

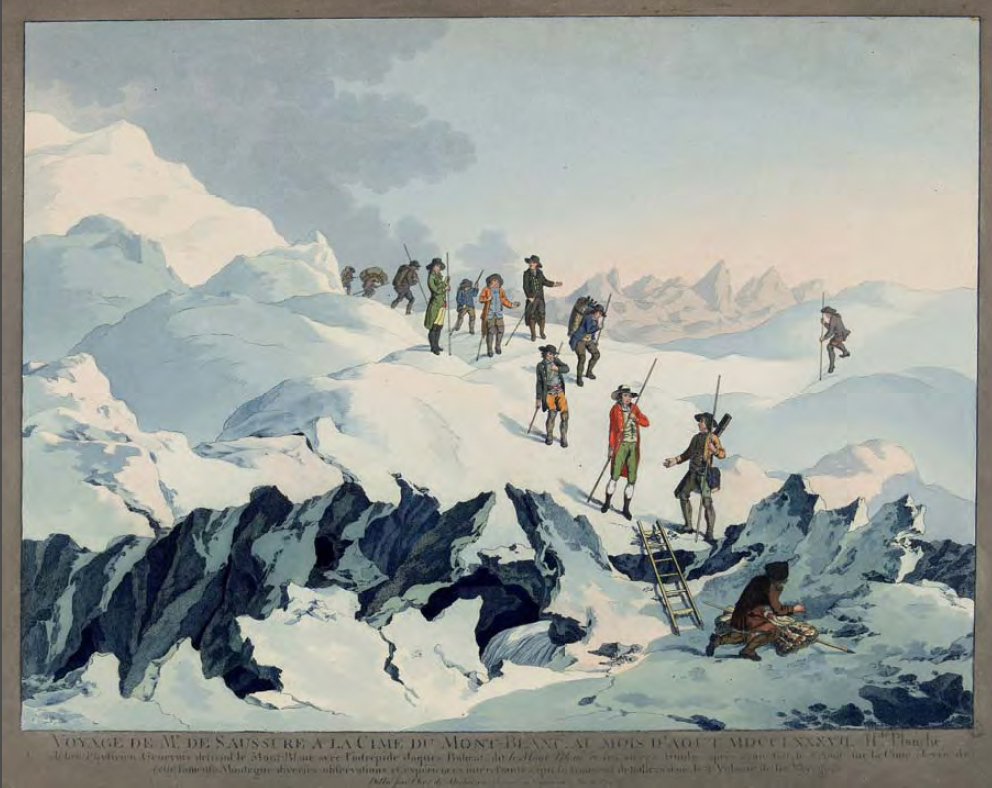
Marquard Wocher: Die Mont Blanc-Expedition Saussures von 1787, Kupferstich mit Deckfarbenkolorierung, 1790

Geboren wurde Marquard Fidel Dominikus Wocher 1760 in Mimmenhausen in Baden-Württemberg, auch wenn er vereinzelt mit Marquard Wocher von Seckingen signierte. Sein Vater war der aus demselben Ort stammenden Konstanzer Hofmaler Tiberius Wocher (1728–1788). Durch den bis 1779 nach Bern gezogenen Vater erhielt er ab 1771 Unterricht im Zeichnen, Malen und Kupferstechen. Eine Anstellung bei Johann Ludwig Aberli folgte. Aberli stellte 1779 seinen jungen Mitarbeiter dem auf Besuch weilenden Goethe vor. Die zwischen 1780 und 1782 für Johann Heinrich Bleuler gestochene satirische Serie Paisans et Paisannes ist die erste umfassende Trachtenserie der Schweiz und geht Mechels Costumes Suisses um ein bis zwei Jahre voraus.
1782 liess sich Marquard Wocher in Basel nieder und arbeitete zunächst für den Kunstverlag von Christian von Mechel. Nachdem er sich selbständig gemacht hatte, widmete sich Wocher der Miniatur-, Gouachen- und Ölmalerei. Neben eigenen Schöpfungen in allen Formaten und verschiedenen Sujets kopierte er Raphael, Holbein, Rubens und Rembrandt in Öl und machte sich einen Namen als geschickter Restaurator.

## Politische Aktivitäten
1798 gestaltete Wocher, Mitglied der Helvetischen Gesellschaft, das Helvetische Staatssiegel und die Briefköpfe der Helvetischen Republik.
Wocher radierte politische Karikaturen und Allegorien, die er auch im Eigenverlag herausgab. in Zusammenarbeit mit Gilles-Louis Chrétien in Paris fertigte er Vorzeichnungen für Physionotracen.

## Wocher als Kunsthändler
Wocher betätigte sich als Sammler und Kunsthändler. Er erwarb Kunstwerke bei Auflassungen von Klöstern und Kirchen im Elsass. 1808 ersteigerte er bei der Auktion des Inventars des Markgräflerhofes mehrere Bilder kleineren Formates. 1819 makelte Wocher den Verkauf von Hans Holbeins Bildnis des Junkers Benedikt von Hertenstein in die Sammlung Daniel Burckhardt-Wild nach Basel (heute in der Sammlung des Metropolitan Museums).

## Das Rundpanorama von Thun
1808 besuchte Wocher das Unspunnenfest in Interlaken. Auf dem Weg dorthin reiste er durch die kleine Stadt Thun. Woche war von der kleinen Stadt am Thunersee derart begeistert, dass er sich vornahm, ein grosses Panorama der Stadt und ihrer Umgebung zu malen. Zwei Sommer lang skizzierte er in Thun, während gleichzeitig in Basel  auf seinem Grundstück an der Basler Sternengasse ein Gebäude für das Panorama gebaut wurde. Zurück in Basel arbeitete er von 1809 bis 1814 am 38,3 m × 7,5 m messenden Thun-Panorama. Dargestellt ist eine Rundansicht der Stadt Thun mit Seeufer, Umgebung und Alpen. Das Werk ist heute als Thun-Panorama in Thun ausgestellt.
Mit seinem Panorama war Wocher ein grosser Erfolg bei den Besuchern beschieden, wenngleich kein finanzieller: Besucher, auch illustre, kamen von weit her, um das Panorama zu sehen, doch der Versuch scheiterte, es kurz vor seinem Tod zu verkaufen. 1824 entwarf Wocher das erste St. Jakobs-Denkmal in Basel in Gestalt eines neugotischen Pfeilers aus Sandstein, der jedoch bald verwitterte und 1872 durch das heutige Denkmal von Ferdinand Schlöth ersetzt wurde.

## Lebensende
Marquard Wocher verstarb 1830 überschuldet in Basel. Marquard Wocher war seit 1800 mit Anna Maria Fatio (1759–1828) verheiratet, der Witwe des Architekten Johann Wilhelm Büchel. Die Ehe war kinderlos. Der Nachlass des Ehepaares einschliesslich des Thunpanoramas wurden nach Wochers Tod auf einer Gant versteigert.

## Werke (Auswahl)
- Paisans et Paisannes. Verlegt bei Johann Heinrich Bleuler in Feuerthalen, 1780–1782.
- Johann Heinrich Jung-Stilling. Kupferstichkabinett Basel, Aquarell, 1801.
- Das Vater Unser eines Underwaldners. Erfunden von J(ohann) Martin Usteri, ausgeführt und in Tuschmanier geätzt von Marquard Wocher. Herder, Freiburg i. Br. 1805.
- Weihnachtstransparent 1800. Herrnhuter Sozietät in Basel[7]